# Darrall Imhoff
Darrall Tucker Imhoff (ur. 11 października 1938 w San Gabriel, zm. 30 czerwca 2017 w Bend) – amerykański koszykarz występujący na pozycji środkowego, mistrz olimpijski, uczestnik meczu gwiazd NBA.

## Osiągnięcia

### NCAA
- Mistrz NCAA (1959)[3]
- Wybrany do I składu:
  - All-American (1960)[4]
  - turnieju NCAA (1959)[5]
- Uczelnia zastrzegła należący do niego numer 40

### NBA
- 3-krotny finalista NBA (1965-66, 1968)[6]
- Uczestnik meczu gwiazd NBA (1967)[7]

### Reprezentacja
- Mistrz olimpijski (1960)[2]
- Wybrany do Koszykarskiej Galerii Sław jako członek drużyny olimpijskiej z 1960 roku (Naismith Memorial Basketball Hall Of Fame - 2010)[8]